# Ouserkarê
Ouserkarê est un roi de la VIe dynastie égyptienne. Il succède à Téti et précède Pépi Ier. Manéthon ne le mentionne pas. On situe son règne aux alentours de -2291 à -2289.

## Attestations

### Sources historiques
Ouserkarê est présent sur la liste d'Abydos, une liste de rois écrite sous le règne de Séthi Ier plus de mille ans après le début de la VIe dynastie. Le cartouche d'Ouserkarê occupe la 35e place de la liste, entre celles de Téti et de Pépi Ier, faisant de lui le deuxième pharaon de la dynastie. Ouserkarê était peut-être aussi inscrit sur le Canon royal de Turin, une liste royale composée sous le règne de Ramsès II, fils et successeur de Séthi Ier. Malheureusement, une grande lacune affecte la deuxième ligne de la quatrième colonne du papyrus sur laquelle la liste a été écrite, l'endroit où le nom d'Ouserkarê aurait pu se trouver.

### Sources contemporaines

#### Les attestations sûres
Peu d'objets datant du vivant d'Ouserkarê ont survécu, les seules attestations sûres contemporaines de son règne étant deux sceaux cylindriques, peut-être trois (un sceau présente le nom Ouserka[...] mais il peut également s'agir d'Ouserkaf), inscrits avec son nom et ses titres et un maillet en cuivre de la collection de Michaelides. Le maillet porte une petite inscription portant le nom d'une équipe d'ouvriers Bien-aimés d'Ouserkarê qui venait de Ouadjet, le 10e nome de Haute-Égypte, situé autour de Tjebou, au sud d'Assiout. Il est à noter que plusieurs sceaux portant le nom d'Ouserkarê ont été réattribué à Khendjer qui portait également comme nom de Nesout-bity Ouserkarê.

#### Attestations possibles
Les égyptologues français Michel Baud et Vassil Dobrev ont également proposé qu'une tête de hache en cuivre découverte en Syrie puisse appartenir à Ouserkarê. La hache porte le nom d'une autre équipe d'ouvriers appelés les Bien-aimés des deux Faucons d'Or, où deux Faucons d'Or est le nom d'Horus d'or d'un pharaon. Bien que Khéops et Sahourê portaient tous deux ce nom et que l'un ou l'autre d'entre eux puisse être le propriétaire de la hache ; Baud et Dobrev notent que les noms d'Horus d'or de Téti et de Pépi Ier sont respectivement Faucon d'Or qui unit et Trois Faucons d'Or. Il est donc tentant de conclure que celui d'Ouserkarê était Deux Faucons d'Or et que la hache lui appartienne.
L'égyptologue anglais Flinders Petrie a provisoirement identifié Ouserkarê avec un roi nommé Ity, attesté par une seule inscription rocheuse trouvée dans le Ouadi Hammamat. L'inscription, datée de la première année de règne d'Ity, mentionne une bande de deux-cents marins et deux-cents maçons sous la direction des surveillants Ihyemsaf et Irenakhet envoyés au Ouadi Hammamat pour collecter des pierres pour la construction de la pyramide d'Ity appelée Baou Ity, signifiant Gloire d'Ity. L'identification par Petrie d'Ouserkarê avec Ity repose uniquement sur son estimation de l'inscription à la VIe dynastie et sur le fait qu'Ouserkarê est le seul roi de cette période dont le titre complet n'est pas connu. Cette identification est aujourd'hui considérée comme étant conjecturale et plusieurs dates pour la Première Période intermédiaire ont été proposées.

### Pierre de Saqqarah Sud
En plus des sources historiques et contemporaines, des détails sur le règne d'Ouserkarê ont été donnés sur la Pierre de Saqqarah Sud presque contemporaine du règne de ce roi, des annales royales de la VIe dynastie datant du règne de Mérenrê Ier ou Pépi II. Malheureusement, environ 92% du texte original fut perdu lorsque la pierre fut grossièrement polie pour être réutilisée comme couvercle du sarcophage, peut-être vers la fin de la Première Période intermédiaire ou le début du Moyen Empire. La présence d'Ouserkarê dans les annales peut néanmoins être déduite d'un large espace entre les sections concernant les règnes de Téti et de Pépi Ier ainsi que des traces d'un titre royal dans cet espace. Bien que le texte rapportant les activités d'Ouserkarê soit perdu, sa longueur suggère qu'Ouserkarê régna en Égypte, pendant quatre ans ou moins, probablement deux ans.

## Règne
Compte tenu de la rareté des documents relatifs à Ouserkarê, ses relations avec son prédécesseur Téti et son successeur Pépi Ier sont largement incertaines et les égyptologues ont proposé un certain nombre d'hypothèses concernant son identité et son règne. Celles-ci se divisent en gros en deux scénarios contradictoires : l'un voit Ouserkarê comme un roi ou un régent légitime, tandis que l'autre perçoit Ouserkarê comme un usurpateur, peut-être responsable du meurtre de son prédécesseur Téti.

### En tant que dirigeant légitime
Les égyptologues William Stevenson Smith, William Christopher Hayes et Nicolas Grimal croient qu'Ouserkarê a brièvement gouverné l'Égypte soit comme un régent légitime, soit comme un régent avec la reine Ipout Ire. En effet, le fils de Téti, le roi Pépi Ier, régna pendant environ cinquante ans, indiquant qu'il était probablement très jeune au décès de son père, probablement trop jeune pour accéder immédiatement au trône. La théorie selon laquelle Ouserkarê n'était qu'un simple régent est rejetée par de nombreux égyptologues, dont Naguib Kanawati, au motif qu'Ouserkarê est mentionné sur les listes royales de Turin et d'Abydos et détient une titulature royale complète, réservée exclusivement aux pharaons en exercice.
À l'appui de l'hypothèse selon laquelle Ouserkarê était un souverain légitime, Grimal souligne qu'il est bien attesté par des sources historiques et contemporaines, en particulier la pierre de Saqqarah Sud. Cela semble être en contradiction avec l'idée que, illégitime, il a été victime d'une damnatio memoriae de la part de son successeur Pépi Ier. De plus, il n'y a aucune preuve directe de difficultés associées à la montée sur le trône de Pépi Ier dans le registre archéologique, ce à quoi on s'attendrait dans le cas où Ouserkarê serait un usurpateur. Toutefois, si Ouserkarê était vraiment un usurpateur, cela signifierait que les annales royales n'étaient pas affectées par la damnatio memoriae et enregistreraient plutôt systématiquement toutes les activités royales, quel que soit leur contexte politique.
Certains spécialistes avancent qu’il peut s’agir d’un fils de Téti et de la reine Khouit II.

### En tant qu'usurpateur du trône
Le prêtre égyptien Manéthon — qui a écrit une histoire de l'Égypte, nommé Ægyptiaca, au IIIe siècle sous le règne de Ptolémée II —, mentionne que Orthoès — le nom hellénisé de Téti — fut tué par ses gardes du corps ou ses serviteurs. Sur la base de cette déclaration, les égyptologues ont trouvé plausible qu'Ouserkarê ait participé à l'assassinat de Téti ou du moins en ait bénéficié, malgré l'absence d'Ouserkarê dans l'Ægyptiaca. Le nom d'Ouserkarê est théophore et incorpore le nom du dieu Soleil Rê, une mode de dénomination courante pendant la Ve dynastie. Puisque Téti n'était pas un fils de son prédécesseur le roi Ounas, dernier roi de la Ve dynastie, certains égyptologues ont proposé qu'Ouserkarê pourrait être un descendant d'une branche latérale de la famille royale de la Ve dynastie qui aurait brièvement pris le pouvoir grâce un coup d'État.
L'égyptologue égypto-australien Naguib Kanawati trouve également l'hypothèse selon laquelle Ouserkarê était un souverain ou un régent légitime de courte durée non convaincante. En effet, les preuves archéologiques donnent foi à l'idée qu'Ouserkarê était illégitime aux yeux de son successeur Pépi Ier. En particulier, il n'y a aucune mention d'Ouserkarê dans les tombes et les biographies des nombreux responsables égyptiens qui ont servi sous Téti et Pépi Ier. Les vizirs Inoumin et Khentika, qui ont servi Téti et Pépi Ier, sont complètement silencieux sur Ouserkarê et aucune de leurs activités pendant la période où Ouserkarê était sur le trône n'est mentionnée dans leur tombe. De plus, la tombe de Mehi, un garde qui vivait sous Téti, Ouserkarê et Pépi Ier, a donné une inscription montrant que le nom de Téti a d'abord été effacé pour être remplacé par celui d'un autre roi, dont le nom a lui-même été effacé et remplacé par celui de Téti. Kanawati soutient que le nom effacé était celui d'Ouserkarê à qui Mehi aurait pu transférer son allégeance. La tentative de Mehi de revenir à Téti a apparemment échoué, car il y a des preuves que les travaux sur sa tombe se sont arrêtés brusquement et qu'il n'y a jamais été enterré.

## Sépulture
L'emplacement de la tombe d'Ouserkarê n'a pas encore été identifié. La brièveté de son règne implique que le tombeau était probablement inachevé à sa mort, ce qui rend difficile l'identification moderne. Comme Ouserkarê était un pharaon de la VIe dynastie, son tombeau était vraisemblablement conçu comme une pyramide. Une justification possible de cette hypothèse est le maillet de cuivre mentionnant une équipe de travailleurs rémunérés du nome d'Ouadjet. Ces travailleurs étaient probablement impliqués dans un important projet de construction, probablement la pyramide d'Ouserkarê.
Deux hypothèses pour la localisation de la pyramide d'Ouserkarê ont été avancées. L'égyptologue Vassil Dobrev a proposé que la pyramide d'Ouserkarê soit située dans la région de Saqqarah-sud connue aujourd'hui sous le nom de Tabbet al-Guesh, au nord-ouest du complexe mortuaire de Pépi Ier. En effet, une grande nécropole de fonctionnaires d'administration de la VIe dynastie y est trouvée, ce qui selon Dobrev suggère la présence proche de la pyramide royale. L'astrophysicien Giulio Magli croit plutôt que la pyramide d'Ouserkarê se trouve à mi-chemin entre celles de Pépi Ier et de Mérenrê Ier, à un endroit qui ferait des trois pyramides une ligne parallèle à celle formée par les pyramides de Sekhemkhet, Ounas, Djéser, Ouserkaf, Téti et Menkaouhor à Saqqarah-nord.